# Apportez-moi la tête d'Alfredo Garcia
Pour plus de détails, voir Fiche technique et Distribution.
Apportez-moi la tête d’Alfredo Garcia (Bring Me the Head of Alfredo Garcia) est un film américano-mexicain réalisé par Sam Peckinpah et sorti en 1974.
Echec critique et commercial à sa sortie, il devient ensuite un film culte.

## Synopsis
Au Mexique, la fille d'un riche propriétaire terrien tombe enceinte après une aventure avec un certain Alfredo Garcia. La tête de celui-ci est aussitôt mise à prix. Alléché par la récompense, Bennie, comme d'autres, fera tout ce qu'il peut pour retrouver Alfredo Garcia.

## Fiche technique
- Titre : Apportez-moi la tête d’Alfredo Garcia
- Titre original : Bring Me the Head of Alfredo Garcia
- Réalisation : Sam Peckinpah
- Scénario : Gordon T. Dawson, Sam Peckinpah d'après une histoire de Frank Kowalski et Sam Peckinpah
- Musique : Jerry Fielding
- Photographie : Alex Phillips Jr (es)
- Montage : Dennis Dolan, Sergio Ortega et Robbe Roberts
- Production : Martin Baum (en) (producteur), Helmut Dantine (producteur exécutif) et Gordon T. Dawson (producteur associé)
- Société de production : United Artists
- Pays de production :  États-Unis,  Mexique
- Langue originale : anglais
- Société de distribution : United Artists
- Budget : 1 500 000 $ (estimation)
- Format : Couleur - 1,85:1 - son stéréo - 35 mm
- Genre : policier, drame, thriller, action, western moderne
- Durée : 112 minutes
- Dates de sortie[2] :
  - États-Unis : 7 août 1974
  - France : 2 janvier 1975
- Classification[3] :
  - États-Unis : R
  - France : interdit aux moins de 12 ans
- Affiche : Jouineau Bourduge (France)

## Distribution
- Warren Oates (VF : Georges Aminel) : Bennie
- Isela Vega (VF : Jeanine Freson) : Elita
- Robert Webber (VF : Pierre Hatet) : Sappensly
- Gig Young : Quill
- Kris Kristofferson (VF : Jean-François Poron) : Paco
- Emilio Fernández (VF : Jacques Berthier) : El Jefe
- Helmut Dantine (VF : Pierre Marteville) : Max
- Chano Urueta : Manchot, le barman
- Donnie Fritts : John
- Jorge Russek : Cueto
- Chalo González : Chalo
- Don Levy : Frank
- Enrique Lucero (es) : Esteban
- Janina Maldonado : Theresa
- Tamara Garina (VF : Marie Francey) : la grand-mère Moreno
- Garner Simmond (VF : Roger Rudel) : le gardien de l'Hacienda
- Farnesio de Bernal : Bernardo
- Ahui Camacho : El Chavito
- Monica Miguel : Dolores de Escomiglia
- Paco Pharrez : El Carpintero
- Juan Manuel Diaz : Paulo
- René Dupeyron : Angel
- Yolando Ponce : Yolo
- Juan Jose Palacios : Juan
- Manolo : le guide touristique
- Nery Ruiz : Maria
- Roberto Dumont : Chavo

## Production

### Genèse du projet
Alors qu'il est en train de travailler sur le film Un nommé Cable Hogue, l'ami et scénariste de Sam Peckinpah, Frank Kowalski, lui soumet une idée de film, un film sur la traque d'un homme déjà mort et trahi par son ami, qui promet la somme d'un million de dollars pour quiconque apportera sa tête : « Bring me the head of… » et lui donne un premier script d'environ trente pages. Le cinéaste adore l'idée et commence, quelques mois plus tard, lors du tournage des Chiens de paille, à écrire un premier scénario avec le scénariste Walter Kelley, auteur des dialogues du western Pat Garrett et Billy le Kid. Obsédé par cette histoire, Peckinpah n'aura de cesse de harceler Kelley dont les premières ébauches de script ne lui plaisent pas. Fatigué, Kelley abandonne alors le script. Peckinpah confie donc l'écriture à Gordon Dawson, son collaborateur éclectique (costumier sur La Horde sauvage et Major Dundee, réalisateur de seconde équipe pour Guet-apens, coscénariste sur la série Bonanza). Gordon Dawson livre alors un script de cinq cents pages. Sam Peckinpah approche le producteur et agent Martin Baum (en) avec qui il a déjà travaillé sur les films Junior Bonner, le dernier bagarreur et Les Chiens de paille et qui vient de créer son propre studio de production : Optimus Productions, lié par contrat à United Artists. Martin Baum adore l'idée et United Artists paye donc Peckinpah pour l'écriture du scénario. Avec un budget d'un million cinq cent mille dollars, le réalisateur élabore donc son plan de tournage qui débutera en août 1973.

### Distribution des rôles
Pour le rôle de Benny, Sam Peckinpah souhaite initialement son ami Peter Falk, avec lequel il n'a jamais travaillé. Cependant, l'acteur est hésitant et très occupé par la série Columbo. Après avoir envisagé James Coburn, le réalisateur offre le rôle à Warren Oates, qu'il avait déjà dirigé dans Coups de feu dans la Sierra (1962), Major Dundee (1965) et La Horde sauvage (1969).
Sam Peckinpah décide de s'entourer principalement d'acteurs mexicains : Jorge Russek, René Dupeyron, Yolanda Ponce, Chalo Gonzales, Enrique Lucero (en) et Emilio Fernández. Il retrouve également les deux chanteurs Kris Kristofferson et Donnie Fritts (en) avec lequel il vient de terminer le tournage éprouvant de Pat Garrett et Billy le Kid.
Pour le rôle d'Elita, Peckinpah songe tout d’abord à sa compagne du moment, Aurora Clemente. Néanmoins, lorsqu’il rencontre Isela Vega, l’épouse de Jorge Russek[réf. souhaitée] et icône populaire au Mexique, le cinéaste est subjugué par sa beauté et lui propose une audition qu'elle passe avec succès. Enfin il engage le mexicain Alex Phillips Jr. en tant que directeur de photographie, avec qui il partage une aversion pour les objectifs grand angle, une admiration pour les zooms et des configurations de caméra multiples. Peckinpah lui dit alors : « Je fais très peu de prises, mais je filme beaucoup car j'aime changer d'angle. Je tourne avec le montage final dans le fond de mon esprit. »

### Tournage
Le tournage a lieu d'octobre à décembre 1973 au Mexique (Hidalgo, Pachuca) notamment à Mexico et ses environs (Cuauhtémoc, Chalco, Morelos, Teotihuacán).
Les raisons qui poussent Sam Peckinpah à tourner au Mexique sont multiples. Tout d'abord il veut s'éloigner d'une Amérique en guerre au Vietnam et qui vient d'élire un président, Richard Nixon, qu'il déteste, mépris qu'il montre d'ailleurs de manière assez furtive lors de la scène où Bennie joue du piano dans un bar (première scène où le personnage apparaît) sous la forme d'un faux billet de 1 dollar accroché au mur où figure une caricature du président. De plus, encore sous le choc de l'éprouvant tournage de Pat Garrett et Billy le Kid, ce séjour au Mexique est pour lui une occasion de s'éloigner d'Hollywood et ainsi de bénéficier d'une plus grande liberté de création. Il dira d'ailleurs dans une entrevue publiée en septembre 1973 dans le magazine Variety : « Pour moi, Hollywood n'existe plus. C'est de l'histoire ancienne. J'ai décidé de rester au Mexique parce que je crois que je peux y faire des films avec une plus grande liberté qu'à Hollywood. » Cette déclaration engendrera d'ailleurs une indignation des syndicats de télévision et de cinéma qui prôneront ouvertement la censure du film lors d'une déclaration à Détroit, allant même jusqu'à qualifier la production de « fugitive ». Cependant, les syndicats retirent leur menace de boycott avant la sortie du film. Ce film est aussi l'occasion pour lui de décrire de manière réaliste et viscérale un pays qu'il aime (c'est aussi le pays de sa femme Begonia Palacios). Pour ce faire il cherchera d'ailleurs pendant longtemps dans Mexico le bar parfait pour introduire le personnage de Bennie. Il trouve finalement le lieu parfait sur la Plaza Garibaldi (en), dans un bar pour touristes nommé Tlaquepaque. Plusieurs membres de l'équipe lui déconseillent ce lieu, mentionnant une rumeur : le propriétaire aurait tué sa femme et serait sorti après une très courte peine de prison en soudoyant des gens haut placés.
Le tournage, qui durera quatre mois, est le plus serein du réalisateur[réf. souhaitée]. Cependant, il n'est pas non plus de tout repos, comme le dira plus tard Gordon T. Dawson : Sam Peckinpah est parfois apathique et difficile à vivre, en proie selon lui à des problèmes avec sa femme et à l'abus de médicaments, ainsi que de cocaïne, Dawson sera d'ailleurs tellement énervé du changement de comportement de son ami qu'il promettra de ne plus jamais travailler avec lui. Le tournage est aussi le cadre d'abus de stupéfiants. Un jour, l'équipe assiste à l'écrasement d'un avion appartenant à des dealers de drogues, le crash résultant apparemment d'un coup monté par la police. L'acteur Emilio Fernandez dit alors : « Apportez moi 500 pesos et une bouteille de tequila » et s'en va une fois ses demandes satisfaites. Il revient quatre heures plus tard, un sac rempli de marijuana dans une main et un fond de tequila dans l'autre. Cet usage de stupéfiants se ressent d'ailleurs dans le film, aussi bien dans la photographie que dans le jeu des acteurs lors de certaines scènes. De plus, le tournage s’est étalé sur la durée et a éprouvé physiquement et mentalement l'équipe. Pour réduire la pression, le réalisateur ainsi que les producteurs achètent un bar pour l'équipe.
Chose exceptionnelle, le film ne sera pas coupé par la production et Peckinpah présentera la version qu'il souhaitait.

## Accueil
À sa sortie, le film est à la fois un échec critique et commercial. Les critiques Harry et Michael Medved l'ont élu deuxième film le plus mauvais de l'histoire du cinéma, juste avant Ivan le Terrible de Sergueï Eisenstein et après Plan 9 from Outer Space d'Ed Wood[réf. nécessaire].